# Claude Simon
Claude Simon (Antananarivo, 10 de Outubro de 1913 — Paris, 6 de Julho de 2005) foi um escritor francês.
Recebeu o Nobel de Literatura de 1985.

## Biografia
Em 1914, perde o pai durante a Primeira Guerra Mundial. O convívio com a mãe em Perpignan se estendeu até 1924, quando ela morre em decorrência de câncer, assunto que o autor trataria apenas em seu último livro Le Tramway. Com a morte da mãe passa a ser tutelado por um primo alemão e uma avó. Em 1931 passou a estudar pintura, com André Lhote, e fotografia, ofícios que deixaram marcas em seu estilo particular.
Em 1936, parte para Barcelona para juntar-se aos republicanos na luta contra os franquistas durante a Guerra Civil Espanhola (a evocação desse período encontra-se no livro Le Palace, de 1962). Em 1938, de volta à França começou a escrever seu primeiro livro Le Tricheur. Em 1939, foi mobilizado para lutar contra a frente alemã num regimento de cavalaria. Feito prisioneiro, fugiria do campo de concentração na Saxônia em 1940. Reentrando em França, especificamente em Salses juntar-se-ia à Resistência. Terminado o período de guerra se dedicaria à vinicultura, dividindo seu tempo entre aquela região e sua vida em Paris, morando na Place Monge, número três no quinto andar.
Depois de Le Tricheur, Claude Simon escreveria La Corde Raide (1947), Gulliver (1952) e Le Sacre du Printemps (1954). Livros preparatórios, que o autor rejeitaria reedições posteriores. Apenas com Le Vent (1957), o autor parece ter encontrado seu estilo, momento em que, como confessaria mais tarde, abandonou a ideia de escrever romances nos moldes tradicionais. Este romance e todos os posteriores seriam editados por Jerôme Lindon e sua editora Éditions de Minuit. Ligado ao Movimento do Nouveau Roman (Novo Romance), que nos anos 50 procurou aprofundar as preocupações formais e questionamentos à elaboração do romance já feitos por autores como Marcel Proust, James Joyce e Franz Kafka. Influenciado sobretudo pelo trabalho formal de Faulkner e da escritura em torno da memória como desenvolvera Proust. Nos livros de Claude Simon, estão interligadas as percepções sensoriais e a simultaneidade da memória. Como saber? Que saber? Pergunta-se o narrador de La Route de Flandres (1960) e que demonstra bem a incerteza porque caminham os personagens de Claude Simon e o próprio texto. "C'est en partie pour répondre à cette question que j'écris" ("é em parte para responder a esta questão que escrevo"), revelou certa vez o autor.
Certo temas são recorrentes: O antepassado ilustre, general da época da Revolução Francesa, parte fundamental do romance-epopeia Les Géorgiques (1981), o êxtase sexual, os cavaleiros em marcha, sem sentido, para a morte, a avó e seu papel central na família e a guerra de Espanha. Temas recorrentes como a obra de um pintor, que retoma, reelabora e recria seu universo particular.
Apesar do relativo desconhecimento de público, mesmo o francês, a obra de Claude Simon ganha em audiência no mundo todo, traduzida por diversos idiomas, conquistando leitores e crítica, influenciou ainda a escritores como Richard Millet ou Philippe Sollers. Quando da atribuição do Nobel de Literatura, a Academia Sueca justificou a escolha "pela novelística que combina a criatividade do escritor com a do poeta conscientes da influência do tempo no futuro da condição humana". O primeiro-ministro francês, Dominique de Villepin, declarou sua “tristeza mais profunda” pela morte de Claude Simon. Como afirmou o ministro: "A literatura francesa perdeu um de seus grandes autores”.
Claude Simon morreu em 6 de julho de 2005, aos 91 anos. Seu enterro foi realizado com discrição no Cemitério de Montmartre.

## Obras publicadas
- 1945: Le Tricheur, Éditions du Sagittaire
- 1947: La Corde raide, Éditions du Sagittaire
- 1952: Gulliver, Calmann-Lévy
- 1954: Le Sacre du Printemps, Calmann-Lévy
- 1957: Le Vent. Tentative de restitution d'une retable baroque, Éditions de Minuit
- 1958: L'Herbe, Éditions de Minuit
- 1960: La Route des Flandres, Éditions de Minuit (no Brasil: 1986: A estrada de Flandres, trad. Waltensir Dutra, ed. Nova Fronteira)
- 1962: Le Palace, Éditions de Minuit
- 1966: Femmes (sur vingt-trois peintures de Joan Miró), Éditions Maeght
- 1967: Histoire, Éditions de Minuit
- 1969: La Bataille de Pharsale, Éditions de Minuit (no Brasil: 1990, A batalha de Farsália, trad. Maria Lúcia Autran Dourado, ed. Nova Fronteira)
- 1970: Orion aveugle, Skira
- 1971: Les Corps conducteurs, Éditions de Minuit
- 1973: Triptyque, Éditions de Minuit
- 1975: Leçon de choses, Éditions de Minuit
- 1981: Les Géorgiques, Éditions de Minuit (no Brasil: 1986, As geórgicas, trad. de Irène Monique Cubric, ed. Nova Fronteira)
- 1984: La Chevelure de Bérénice, Éditions de Minuit
- 1986: Discours de Stockholm, Éditions de Minuit
- 1987: L'Invitation, Éditions de Minuit
- 1988: Album d'un amateur, Rommerskirchen
- 1989: L'Acacia, Éditions de Minuit
- 1992: Photographies, 1937-1970, Éditions Maeght
- 1994: Correspondance avec Jean Dubuffet, L'Échoppe
- 1997: Le Jardin des Plantes, Éditions de Minuit
- 2001: Le Tramway, Éditions de Minuit (no Brasil: 2003, O bonde, trad. de Juremir Machado da Silva, ed. Sulina)
- 2006: Oeuvres, Collection Pléiade, Gallimard [avec les livres Le Vent, tentative de restitution d'un retable baroque (1957), La Route des Flandres (1960), Le Palace (1962) La Bataille de Pharsale (1969), La Chevelure de Bérénice (Reprise du texte Femmes, 1972), Triptyque (1973), le Discours de Stockholm (1986, texte prononcé à l'occasion de la remise du Prix Nobel) et Le Jardin des Plantes (1997)
- 2009: Archipel et Nord, Éditions de Minuit (ambos textos de caráter poético, inéditos na França, apareceram em 1974 nas revistas finlandesas Åland e Finland).
- 2012: Quatre conférences, Éditions de Minuit (Conferências feitas entre 1980 e 1993).

- 2013: Claude Simon, 586, Paris, Gallimard,  « Bibliothèque de la Pléiade »,‎ 14 février 2013, 105 x 170 mm, 1712  (ISBN 9782070119127, présentation en ligne). contém : L'Herbe (1958), Histoire (1967), Les Corps conducteurs (1971), Leçon de choses (1975), Les Géorgiques (1981), L'Invitation (1987), L'Acacia (1989), Le Tramway (2001), Archipel et Nord (1974/2009). Appendices : textes, plans et schémas de Claude Simon, relatifs à ses romans ; notices, note sur les cartes postales d'Histoire, notes, complément bibliographique.